# Orthopleuroides nigerrimus
Orthopleuroides nigerrimus is een keversoort uit de familie mierkevers (Cleridae). De wetenschappelijke naam van de soort is voor het eerst geldig gepubliceerd in 1893 door Kuwert.